# 西部作戦地域司令部 (ウクライナ国家親衛隊)
西部作戦地域司令部（せいぶさくせんちいきしれいぶ、ウクライナ語: Західне оперативно-територіальне об'єднання）は、ウクライナ国家親衛隊の司令部。国家親衛隊司令部隷下。

## 概要

### ウクライナ国家親衛隊/ウクライナ国内軍

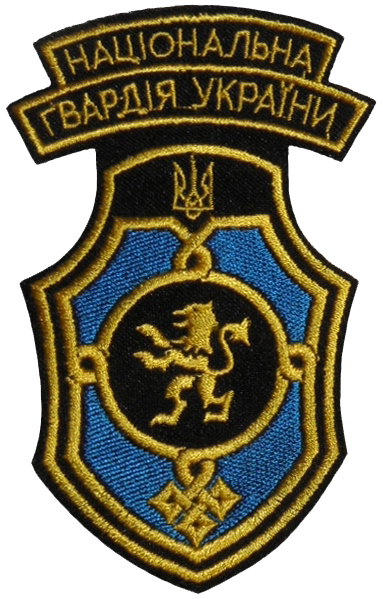
第5師団章

1992年11月4日、ソ連国内軍第10独立自動車化狙撃連隊の連隊本部を基幹にウクライナ国家親衛隊の第5師団としてリヴィウ州で創設された。第10連隊は第5師団隷下の第14連隊（現第45特務連隊）に改編され、ウクライナでも第10連隊の本部、隷下部隊の主従関係は形を変えて継続された。
2000年1月、ウクライナ国家親衛隊の廃止でウクライナ国内軍に編入し、西部作戦地域司令部に改編された。
2014年3月、ウクライナ国内軍の廃止で創設されたウクライナ国家親衛隊に編入した。

## 編制

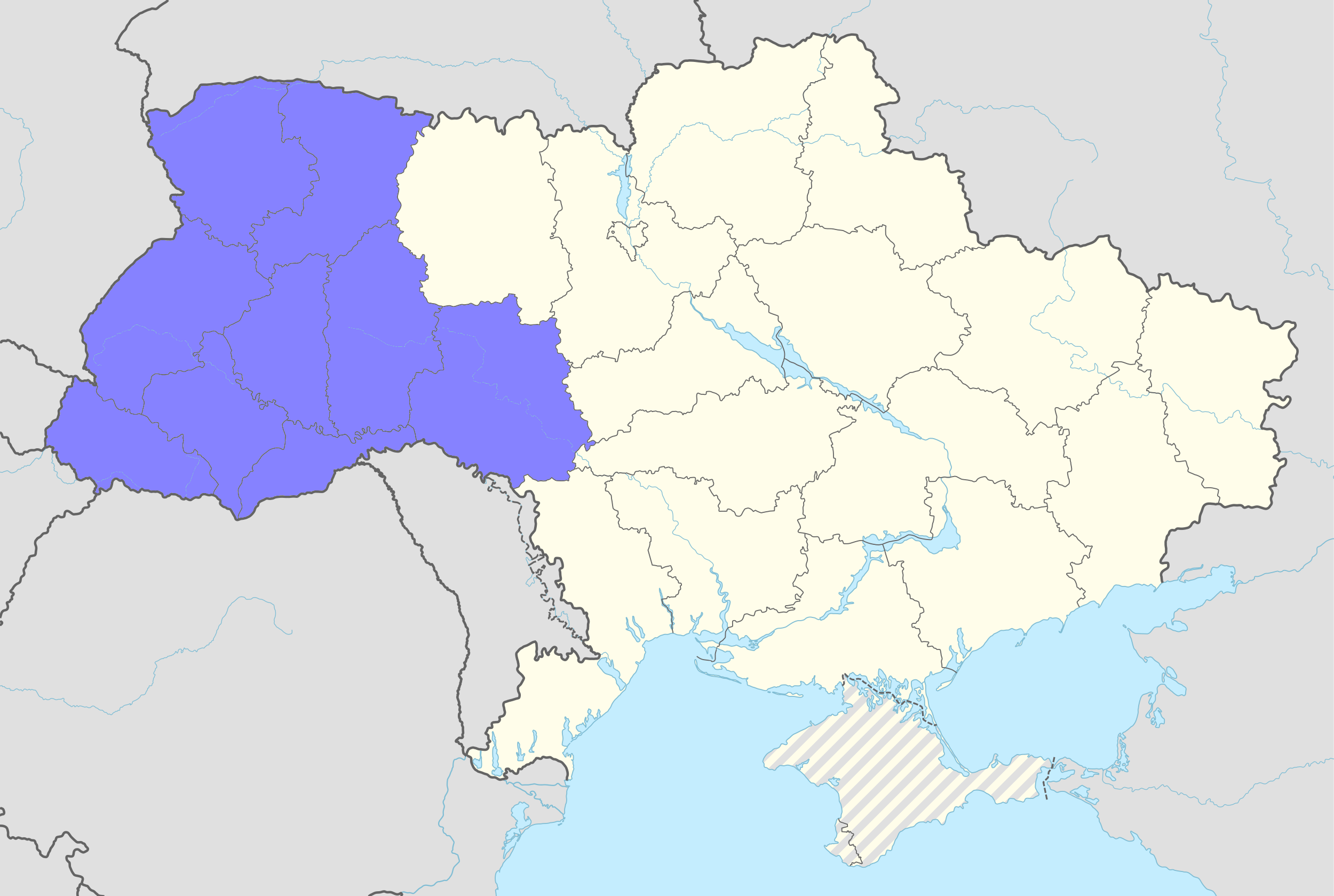
西部作戦地域司令部の担任地域

- 司令部（リヴィウ）
- 第2独立旅団（リヴィウ）
  -  第15独立大隊（ウクライナ語版）（リウネ）
- 第14特務旅団（カルィーニウカ）
- 第40連隊（ウクライナ語版）（ヴィーンヌィツャ）
- 第45特務連隊（ウクライナ語版）（リヴィウ）
- 第50連隊（ウクライナ語版）（イヴァーノ＝フランキーウシク）
- 第24独立連隊（ウクライナ語版）（チェルニウツィー）
- 第26独立連隊（ウクライナ語版）（ウージュホロド）
- 第36独立連隊（ウクライナ語版）（フメリニツキー、カームヤネツィ＝ポジーリシクィイ）
- 第32独立大隊（ウクライナ語版）（ルーツィク）
- 無人機群
- 予備役衛生中隊
- 訓練所